# Sùng Hiền hầu
Sùng Hiền Hầu (chữ Hán: 崇賢侯 ? – 1130) hay Lý Cung Hoàng (李恭皇) là một tông thất nhà Lý, đồng thời cũng là Thái thượng hoàng đầu tiên được ghi chép trong lịch sử Việt Nam.

## Thân thế
Tên thật và năm sinh của Sùng Hiền Hầu bị khuyết trong sử sách. Các sách sử như Đại Việt sử lược và Đại Việt sử ký toàn thư chỉ đề cập trực tiếp tới người con ông là Lý Thần Tông - người được kế vị Lý Nhân Tông:
- Theo Đại Việt sử lược: Lý Thần Tông "là cháu của Thánh Tông, con Sùng Hiền Hầu"[1]
- Theo Đại Việt Sử ký Toàn thư: Thần Tông là "cháu gọi Thánh Tông bằng ông, cháu gọi Nhân Tông bằng bác, con của Sùng Hiền Hầu"[2]

Riêng sách Khâm định Việt sử thông giám cương mục trực tiếp đề cập thân thế của ông, ghi Sùng Hiền hầu là "hoàng đệ của Nhân Tông".

## Sinh hạ Lý Thần Tông
Theo ghi chép của Đại Việt sử ký toàn thư, Lý Nhân Tông tuổi cao chưa có con nối dõi, xuống chiếu chọn con tông thất để lập con nối. Khi đó Sùng Hiền hầu cũng chưa có con, gặp lúc nhà sư Từ Đạo Hạnh đến chơi nhà liền bàn việc cầu tự. Từ Đạo Hạnh bảo rằng:
"Bao giờ phu nhân sắp đến ngày sinh để tôi cầu khấn với sơn thần".
Năm 1116, Đỗ phu nhân có mang, trở dạ mãi không đẻ, liền sai người đi báo với Từ Đạo Hạnh. Ngay sau đó, họ Từ liền trút xác trong núi. Sau đó Đỗ thị sinh ra con trai, đặt tên là Dương Hoán, Nhân Tông nghe thế đưa vào cung làm con nuôi. Đến năm 1117, Dương Hoán được lập làm Thái tử.
Bộ sử lâu đời nhất là Đại Việt sử lược không gắn sự kiện Từ Đạo Hạnh qua đời với Thái tử Dương Hoán, chỉ ghi chép việc Từ Đạo Hạnh mất năm 1116 và Dương Hoán được lập Thái tử năm 1117, không đề cập thời điểm Dương Hoán ra đời.

## Thái thượng hoàng
Năm 1129, Lý Thần Tông tôn cha là Sùng Hiền hầu làm Thái thượng hoàng và mẹ họ Đỗ làm Hoàng thái hậu, ở tại Động Nhân cung (洞仁宮).
Sử quan thời Trần Lê Văn Hưu viết Đại Việt sử ký đã phê phán mạnh mẽ quyết định này của Thần Tông:
| “ | Thần Tông là con người tông thất, Nhân Tông nuôi làm con, cho nối đại thống, đáng lẽ phải coi Nhân Tông làm cha mà gọi cha sinh là Sùng Hiền hầu làm hoàng thúc, phong mẹ đẻ Đỗ thị làm Vương Phu nhân, như Tống Hiếu Tông đối với Tú An Hy Vương và phu nhân Trương thị, để tỏ ra là một gốc mới phải. Nay phong Sùng Hiền hầu làm Thái thượng hoàng, Đỗ thị Hoàng thái hậu, chả hóa ra là hai gốc ư? Bởi Thần Tông bấy giờ còn trẻ thơ mà các công khanh trong triều như Lê Bá Ngọc, Mậu Du Đô lại không biết lễ nên mới thế. | ” |

Năm Canh Tuất (1130), tháng 5, Sùng Hiền hầu qua đời, được truy tôn thụy hiệu là Cung Hoàng (恭皇) Sử sách cũng không ghi gì thêm.